# Androcharta meones
Androcharta meones är en fjärilsart som beskrevs av Pieter Cramer 1780. Androcharta meones ingår i släktet Androcharta och familjen björnspinnare. Inga underarter finns listade i Catalogue of Life.